# Campamento de Latakia
El campamento de Latakia (en árabe: مخيم اللاذقية‎) es un campo de refugiados palestinos no oficial que se encuentra en el barrio al-Ramel de la ciudad siria de Latakia, en la costa mediterránea. El último recuento de población llevado a cabo en el campamento es anterior a la guerra civil siria, que comenzó en 2011, y daba un número de refugiados registrados en el campamento superior a 10.000.

## Historia
El 29 de noviembre de 1947, la Asamblea General de las Naciones Unidas aprobó la resolución 181, más conocida como el Plan de Partición de Palestina, que impulsaba la creación de un estado judío y uno árabe en el territorio del Mandato Británico de Palestina. Como consecuencia del avance de las tropas judías antes y durante la guerra árabe-israelí de 1948, unos 700.000 palestinos fueron expulsados o huyeron de sus hogares. A la conclusión de la guerra, Israel les negó el derecho de retorno, por lo que Naciones Unidas decidió crear la Agencia de Naciones Unidas para los Refugiados de Palestina en Oriente Próximo (UNRWA en sus siglas inglesas) y una serie de campamentos de refugiados en la Franja de Gaza, Cisjordania, Líbano, Siria y Jordania.
Con el tiempo, los gobiernos de los tres países que acogían refugiados palestinos fueron creando sus propios campamentos para seguir asentándolos. Aunque desde un punto de vista administrativo se trata de campamentos "no oficiales" para UNRWA, los refugiados palestinos que viven en ellos tienen exactamente los mismos derechos y servicios que los que residen en campamentos de UNRWA, salvo por el hecho de que la recolección de basura depende del Estado y no de esta organización. Creado entre 1955 y 1956 en una zona de unos 0,22 kilómetros cuadrados, la mayoría de los refugiados del campamento de Latakia son originarios de la ciudad de Jaffa y de otros pueblos del norte de Palestina.

### Guerra civil siria
El 15 de agosto de 2011, durante el asedio de Latakia, las fuerzas del gobierno sirio bombardearon el campamento desde posiciones en tierra y mar causando al menos cuatro muertos y cerca de veinte heridos. Impidieron el acceso de los trabajadores de UNRWA y de sus suministros, y exigieron a los refugiados que se marcharan, tras lo que aproximadamente la mitad de los 10.000 refugiados del campamento tuvieron que abandonarlo, convirtiéndose en refugiados por partida doble.

## Economía
La pesca proporciona una pequeña fuente de ingresos para muchos refugiados, mientras que otros trabajan como peones ocasionales en el puerto o en el sector del turismo.

## Demografía
Los últimos cálculos demográficos realizados por UNRWA tuvieron lugar antes del estallido de la guerra civil siria, en 2011, cuando en el campamento vivían más de 10.000 refugiados registrados. Por franjas de edades, un 10% de los habitantes del campamento eran menores de 5 años; poco menos del 20% estaban entre 6 y 15 años; en torno al 15% tenían de 16 a 25 años; casi un 30% entraba en el grupo de entre 26 y 45 años; alrededor del 13% tenían de 46 a 60 años, mientras que poco más del 10% superaba los 60 años de edad.

## Infraestructuras
La Agencia de Naciones Unidas para los Refugiados de Palestina en Oriente Próximo (UNRWA en sus siglas inglesas) trabaja continuamente en la rehabilitación de los hogares y en la mejora del sistema de alcantarillado. UNRWA gestiona también cuatro escuelas en el campamento que trabajan a doble turno en dos edificios distintos. Además, también es responsable de un centro de distribución alimentaria, un centro comunal y un centro para jóvenes. En 1997, esta agencia construyó un centro de programas para la mujer con contribuciones del gobierno de Alemania, mientras que en 2001 se erigió una nueva escuela con contribuciones del gobierno de los Estados Unidos.